# Эйхгорн, Герман фон
Герман Эмиль Готтфрид фон Эйхгорн (нем. Hermann Emil Gottfried von Eichhorn, 13 февраля 1848, Бреслау (Силезия) — 30 июля 1918, Киев) — германский государственный и военный деятель, прусский генерал-фельдмаршал (24 декабря 1917).

## Биография
В 1866 году вступил во 2-й гвардейский пехотный полк. Участник австро-прусской войны 1866 и франко-прусской войны 1870—1871. Служил в генеральном штабе. В 1901—1904 — командир 9-й дивизии. С 1 мая 1904 командир XVIII армейского корпуса. С 1912 года — генерал-инспектор 7-й армейской инспекции. Перед войной вышел в отставку, в августе 1914 зачислен в резерв.
После начала первой мировой войны некоторое время оставался не у дел. 26 января 1915 года назначен командующим сформированной на Восточном фронте 10-й армией, развернутой от Тильзита до Инстербурга. В состав 10-й армии вошли XXXVIII и XXXIX резервные корпуса, XXI армейского корпуса, 5-я гвардейская пехотной и Кёнигсбергская ландверная дивизии, а также Тильзитский отряд. Командовал армией в Мазурском сражении, во время свенцянского прорыва. Армия, возглавляемая Эйхгорном, — активно участвовала в Виленской операции в августе — сентябре 1915 года.
18 августа 1915 года награждён орденом Pour le Mérite, а уже 28 сентября получил к нему дубовые ветви.
С 30 июля 1916 — командующий группы армий, в которую входили 10-я и 8-я армии. В марте 1916 успешно противостоял удару 2-й русской армии в ходе Нарочской операции в направлении на Свенцяны—Вилькомир. Одновременно, с 30 июля 1916 года главнокомандующий группой армий «Эйхгорн», развивавшей наступление в Литве и Курляндии. В конце 1917 — начале 1918 группа армий Эйхгорна действовала в Прибалтике и Белоруссии.
После Октябрьской революции в России и заключения Брестского мира руководил оккупацией Южной Белоруссии, Украины и Юга России. C 31 марта 1918 года — главнокомандующий группы армий «Киев». Возглавил администрацию оккупированных областей Украины (за исключением находящихся под управлением австро-венгерской администрации частей Волынской, Подольской, Херсонской и Екатеринославской губерний), а также Крым, Таганрог, и южные районы Белоруссии, Донской области, части Воронежской и Курской губерний.
30 июля 1918 года был убит в Киеве эсером Б. М. Донским, бросившим в фельдмаршала бомбу рядом с его штаб-квартирой на углу Екатерининской улицы и Липского переулка. Вместе с Эйхгорном погиб его адъютант капитан Вальтер фон Дресслер. 1 августа было устроено прощание с Эйхгорном и Дресслером в киевской кирхе св. Екатерины, во время которого эсеры планировали покушение на гетмана Скоропадского, но оно сорвалось. Тело фельдмаршала было в тот же день отправлено в Берлин с киевского вокзала и 6 августа погребено в Берлине на кладбище Инвалиденфридхоф.
Во время немецкой оккупации Киева с ноября 1941 по октябрь 1943 года именем Эйхгорна была названа улица Крещатик.

## В художественной литературе
Впечатление киевлян от убийства описано в «Белой гвардии» Михаила Булгакова:

Второе знамение пришло летом, когда Город был полон мощной пыльной зеленью, гремел и грохотал и германские лейтенанты выпивали море содовой воды. Второе знамение было поистине чудовищно!
Среди бела дня, на Николаевской улице, как раз там, где стояли лихачи, убили не кого иного, как главнокомандующего германской армией на Украине, фельдмаршала Эйхгорна, неприкосновенного и гордого генерала, страшного в своем могуществе, заместителя самого императора Вильгельма! Убил его, само собой разумеется, рабочий и, само собой разумеется, социалист. Немцы повесили через двадцать четыре часа после смерти германца не только самого убийцу, но даже и извозчика, который подвез его к месту происшествия. Правда, это не воскресило нисколько знаменитого генерала…

в романе «Искать, всегда искать!» С. Н. Сергеева-Ценского:

Первого августа в Киеве среди бела дня на улице был убит главнокомандующий немецкой армии, занявшей Украину, фельдмаршал Эйхгорн, а вслед за тем начали свой отход немцы, так как дела их на Западе были плохи и назревала германская революция.
Вместе с немцами убрался и гетман Павло, но остался Петлюра с петлюровцами, и много стали говорить около Лени о каком-то батьке Махно, появившемся в Гуляй-поле.

в стихотворении Николая Ушакова «Перенесение тела Эйхгорна на вокзал и казнь Донского» (1929).
Успешное покушение на Эйхгорна послужило основой сюжета повести "Взрыв" ("Вибух"), написанной советским писателем  В. С. Близнецом. 